# Adrien Dony
Ignace Adrien Dony (Héron, 31 mei 1844 - Tienen, 24 juli 1921) was een Belgisch militair, brouwer en politicus voor de Liberale Partij. Hij was burgemeester van Tienen en volksvertegenwoordiger.

## Levensloop
Hij was kapitein-commandant van de artillerie te Mechelen. Op 16 september 1874 huwde hij Marie Gillis uit Tienen, dochter van een Naamse brouwer.
Na het overlijden van zijn schoonfamilie stopte Dony zijn carrière als officier en nam hij de brouwerij in Tienen over.  Hij begon aan een carrière in de gemeentepolitiek. Hij werd in 1892 verkozen tot gemeenteraadslid van Tienen, in 1896 werd hij schepen en van 1910 tot aan zijn dood was hij burgemeester. Hij was de eerste burgemeester in Tienen, die geen Nederlands sprak, hetgeen leidde tot protesten.
Van 1905 tot 1912 was hij provincieraadslid en in juni 1912 werd hij verkozen tot liberaal volksvertegenwoordiger voor het arrondissement Leuven, een mandaat dat hij eveneens tot aan zijn dood vervulde.
In Tienen is de Donystraat naar hem vernoemd.